# Ennio Maffiolini
Ennio Maffiolini (* 1902 in Gallarate; Todesdatum unbekannt) war ein italienischer Sprinter, der sich auf den 400-Meter-Lauf spezialisiert hatte.
Bei den Olympischen Spielen 1924 wurde er Sechster in der 4-mal-400-Meter-Staffel und schied über 400 m im Vorlauf aus.
Seine persönliche Bestzeit von 51,2 s stellte er 1924 auf.